# Drapeaux de prières
Pour les articles homonymes, voir Drapeau (homonymie).

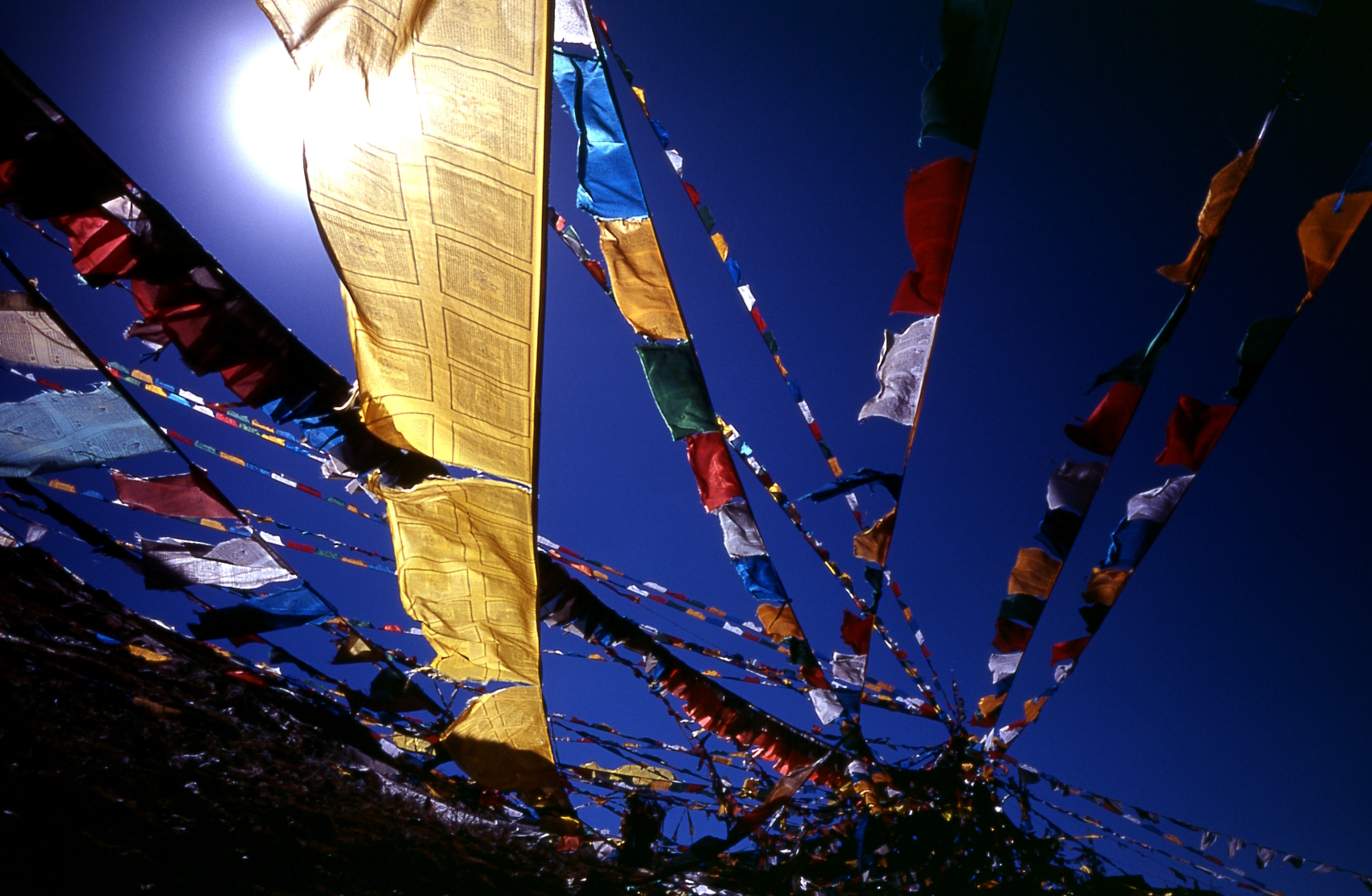
Drapeaux de prières au Tibet.

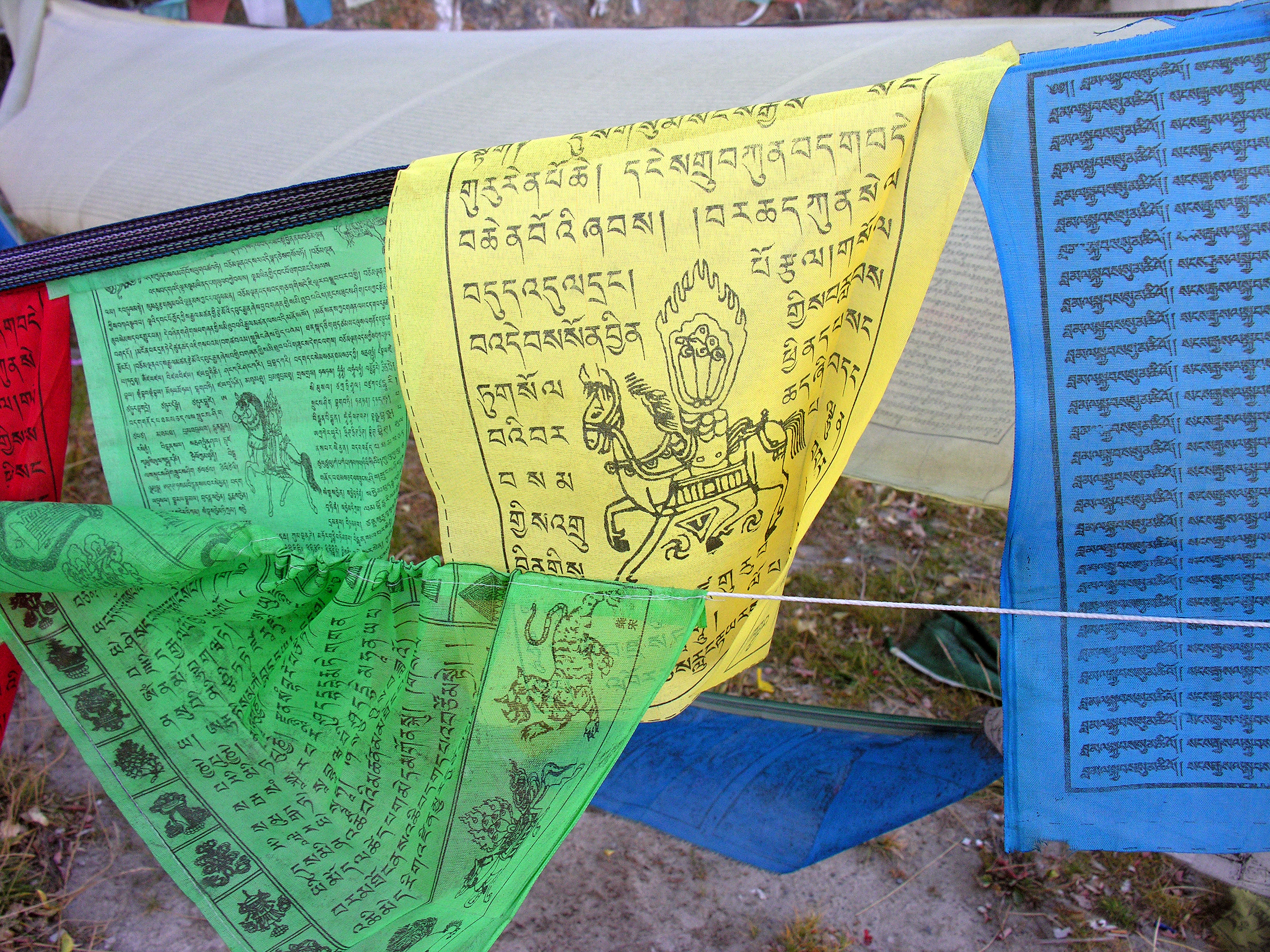
Drapeaux de prières vus de près.

Les drapeaux de prières ou drapeaux à prières sont de petites pièces de tissu rectangulaires colorées et imprimées, suspendues au passage des cols, au sommet des montagnes, au croisement des chemins, sur le toit des maisons, sur les ponts, à l'extérieur des temples, dans la région de l'Himalaya (Ladakh, Tibet, Népal, Sikkim et Bhoutan). 
Selon les adeptes du bouddhisme tibétain, le vent qui souffle, caressant au passage les formules sacrées imprimées, les disperse dans l’espace et les transmet ainsi aux dieux et à tous ceux qu'il touche dans sa course.

## Histoire
L'origine des drapeaux de prières remonterait au bön, religion populaire ayant précédé le bouddhisme tibétain. Cette pratique est inconnue des autres branches du bouddhisme.
Au Tibet, pendant la Révolution culturelle, les drapeaux à prières furent souvent détruits en public à l'instar d'autres symboles religieux (idoles, textes, moulins à prières) en tant que superstitions. Les matrices en bois servant à imprimer les textes servirent de bois de chauffage aux serfs ou furent transformées en manches à outils[source insuffisante].

## Description

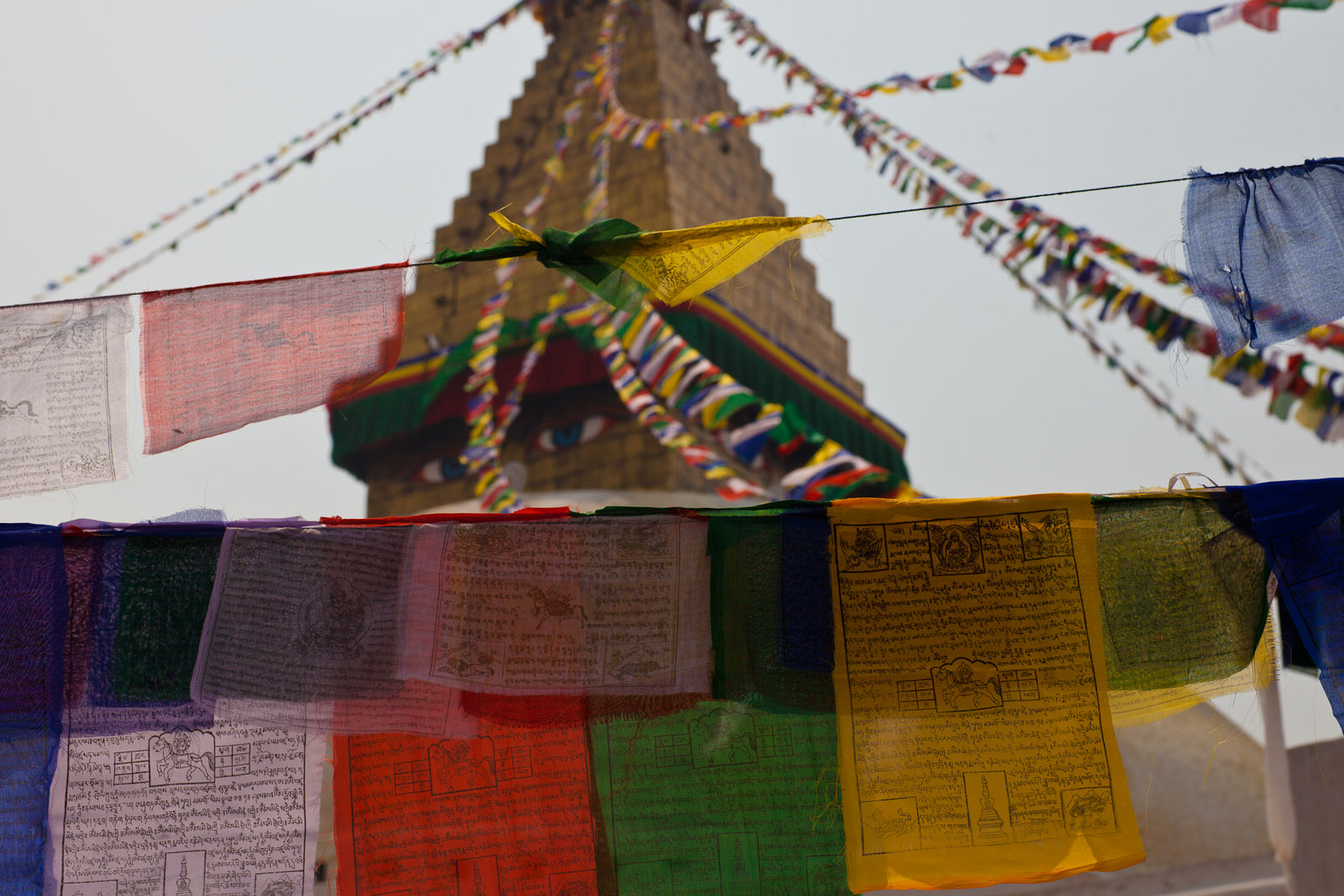
Drapeaux de prières et chörten à Bodnath au Népal.

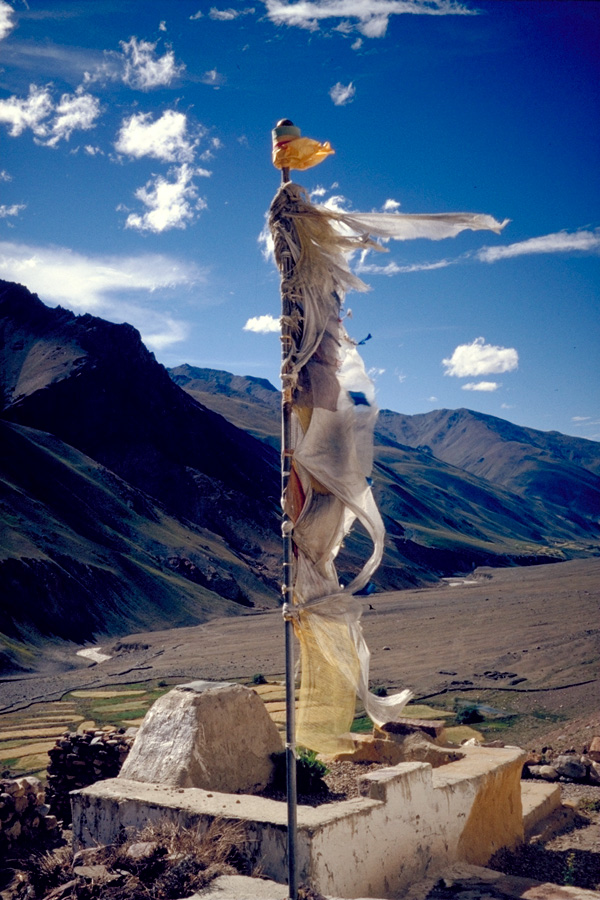
Drapeaux de prières au-dessus du monastère de Tanze au Zanskar en Inde.

Sur les cols, les éperons rocheux, les maisons, les temples, etc., il est de tradition chez les adeptes du bouddhisme tibétain, de hisser et d'arrimer des cordelettes munies de drapeaux de prières tout neufs. Le vent qui caresse au passage les formules sacrées imprimées sur les drapeaux et les disperse dans l’espace, est censé leur donner vie et les transmettre ainsi aux déités et à tous ceux qu'il touche dans sa course,.

### Typologie
Les drapeaux de prières sont de deux sortes :
- les loungta (tibétain རླུང་རྟ་, Wylie : rlung rta), chevaux du vent ou chevaux du souffle[7] : guirlandes de petits rectangles de tissu imprimés de différents mantras ou de prières. Ils sont souvent de cinq couleurs : bleu, blanc, rouge, vert et jaune (ou parfois orange). Ils sont considérés comme des porte-bonheur possédant la capacité d’écarter les difficultés. Leur nom vient du cheval imprimé sur la plupart d’entre eux, cheval représenté portant les Trois Joyaux : le Bouddha, le Dharma (ses enseignements) et le Sangha (la communauté bouddhiste)[2].
- les darchok : longues bannières de tissu, accrochées à des mâts de trois à cinq mètres de haut. Ces bannières de couleurs variées présentent des textes sacrés[2].

### Symbolisme
Selon l'école Nyingma, la signification des couleurs est la suivante (dans l'ordre, le bleu étant toujours en haut, vers le ciel) : 
- bleu : l'espace (la voûte céleste) (Akashpura),
- blanc : l'air (ou le vent, les nuages) (Vayapur),
- rouge : le feu (Agnipura),
- vert : l'eau (Nagpura),
- jaune (ou orange) : la terre (Vasupara).

Dans les autres écoles, les couleurs respectives de l'air et de l'eau sont inversées mais l'ordre reste le même.
Traditionnellement, les drapeaux de prières sont remplacés par des nouveaux chaque année lors des festivités du Losar (Nouvel An tibétain).

### Usage
Sonam Gyatso ayant requis une bénédiction pour l'expédition indienne de 1965 sur l'Everest (en), le 16e karmapa et Shushong Rinpoché, un oracle de Lachung, lui donnèrent, respectivement, un et trois drapeaux de prières pour assurer le succès et comme protection de l'expédition.

#### Bhoutan
Le gouvernement bhoutanais s'est alarmé de la menace que constitue pour la forêt du pays l'abattage de milliers de jeunes arbres chaque année pour faire des poteaux servant de support aux drapeaux de prières. Entre juin 2007 et juin 2008, 60 178 arbres, soit 165 par jour, ont été coupés pour satisfaire la demande en mâts. Ces mâts à drapeaux, qui sont censés permettre aux défunts de trouver leur chemin vers leur prochaine vie, doivent être au moins de 108 par défunt. Le réemploi d'anciens mâts est déconseillé par les moines bouddhistes. Au rythme actuel, la majeure partie de la forêt bhoutanaise aura disparu dans 20 ans.

#### Népal
La plupart des guides sherpa, lors de l'escalade d'une montagne, emportent avec eux des drapeaux à prières ou autres objets religieux pour les y déposer au sommet et remercier les divinités de leur aide et protection pendant l'ascension. 
Lors d'une opération de nettoyage conduite en avril 2013 sur le mont Everest, quantité de vieux drapeaux de prières ont été redescendus de la zone au-dessus des 8 000 mètres ainsi que des bouteilles d'oxygène, cordes, sacs à dos et tentes.

## Galerie

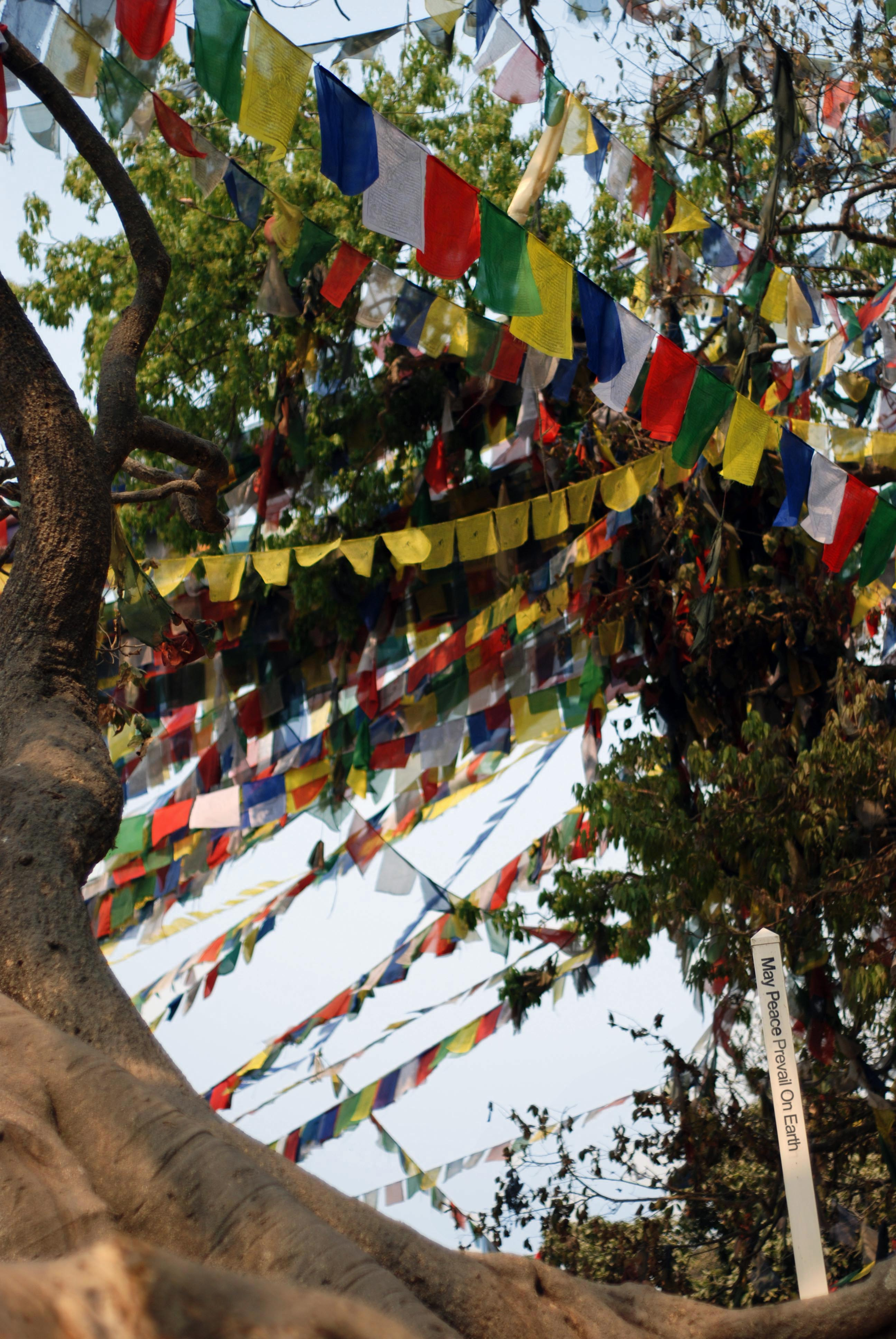
Drapeaux à prières à Swayambunath, Katmandou (Népal).
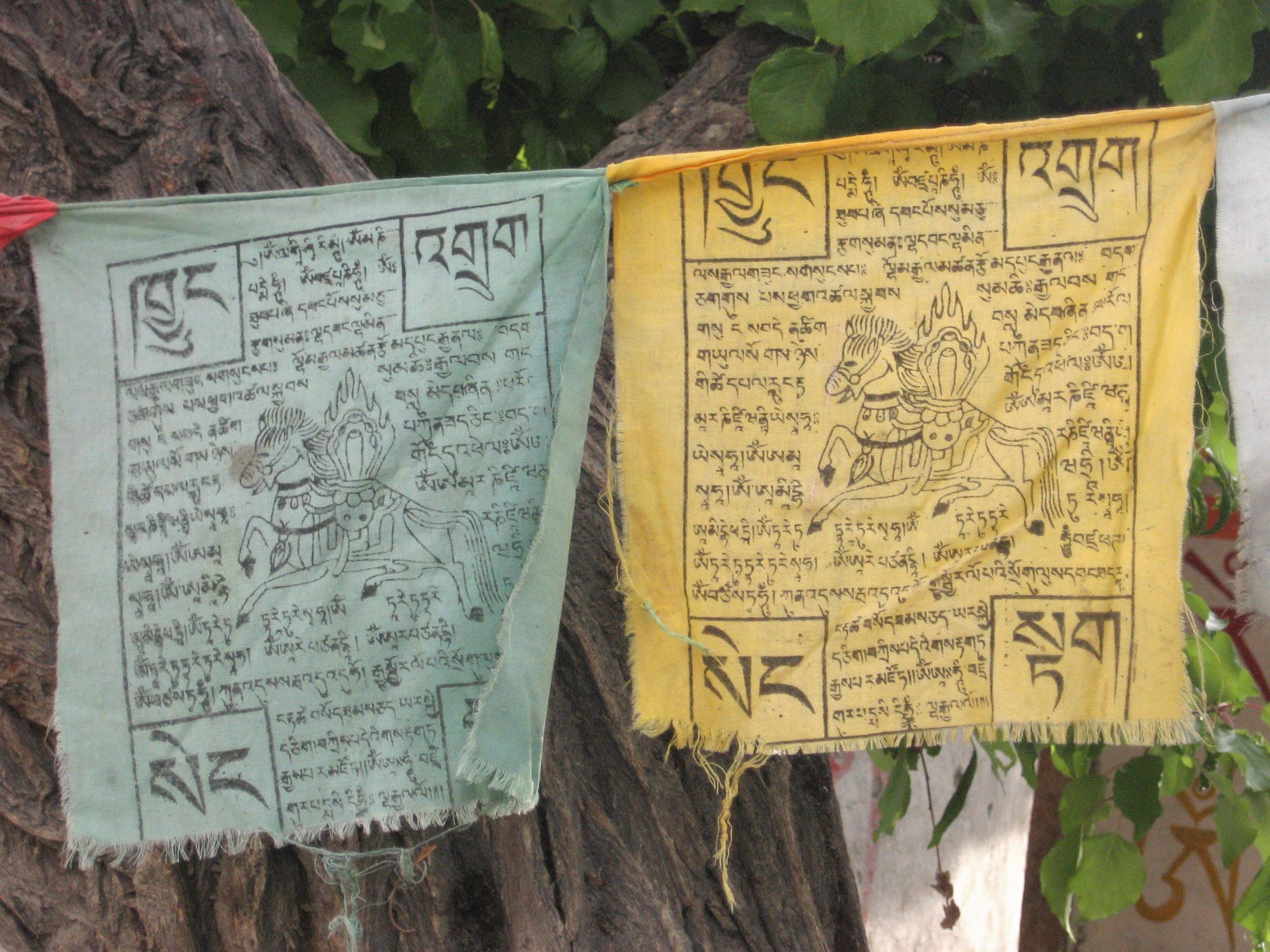
Gros plan d'un loungta (« cheval de vent ») au Ladakh (Inde).
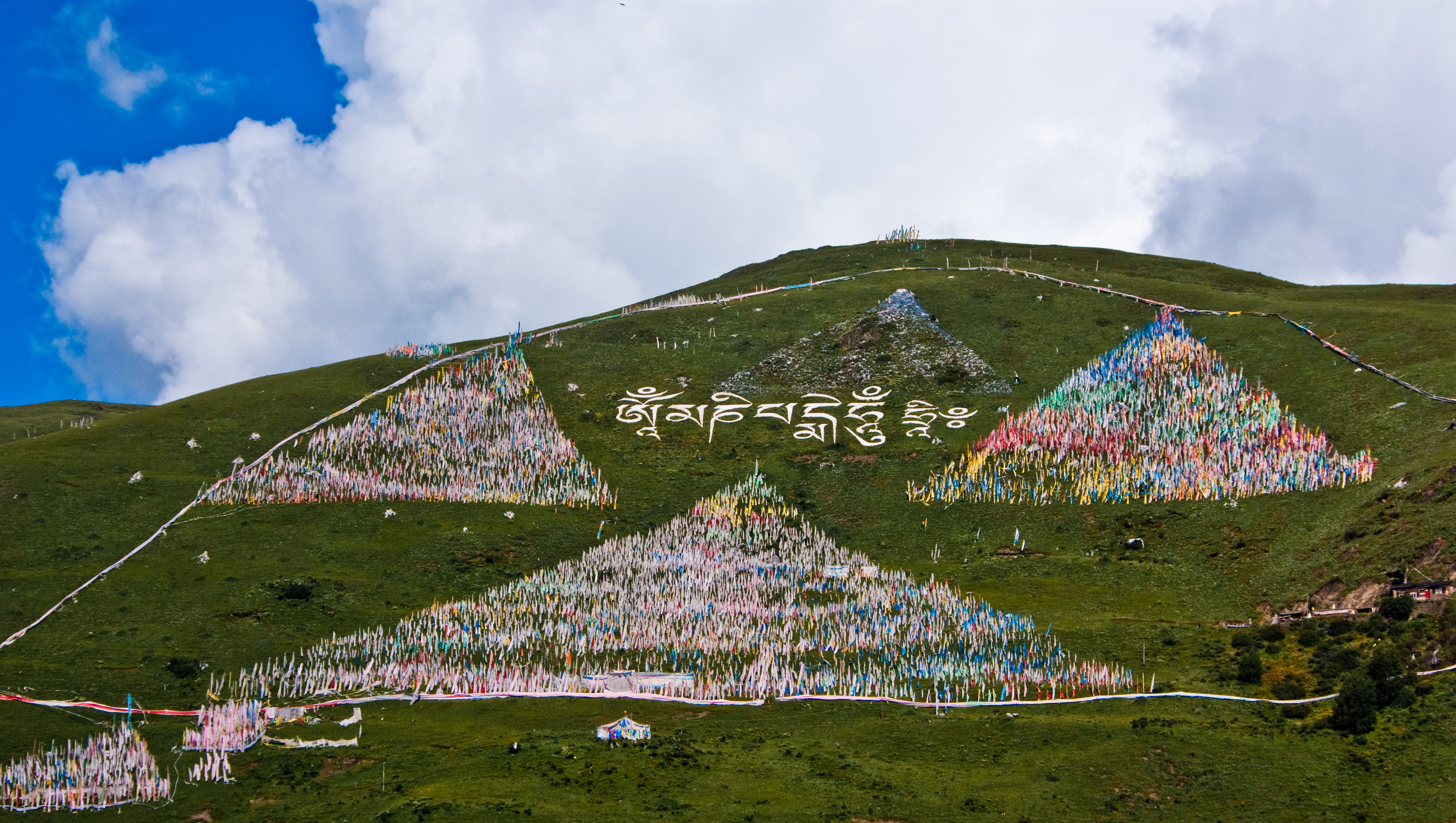
Versant occupé par des drapeaux à prières autour de la formule Om mani padme hum, à Tagong, dans le Sichuan (Chine).
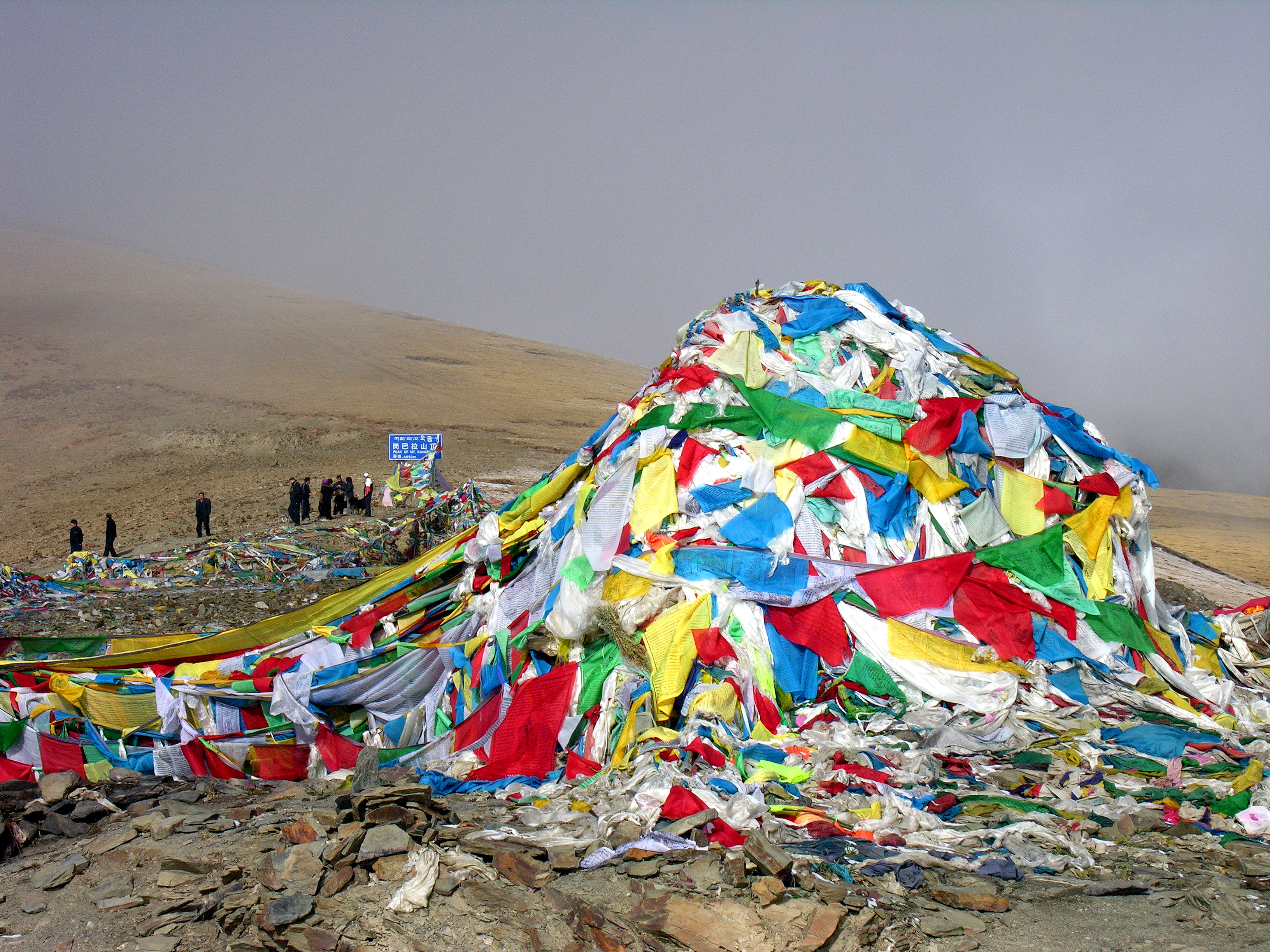
Drapeaux de prières recouvrant un lhapsa au Gampa La (Préfecture de Lhokha, Région autonome du Tibet, Chine)
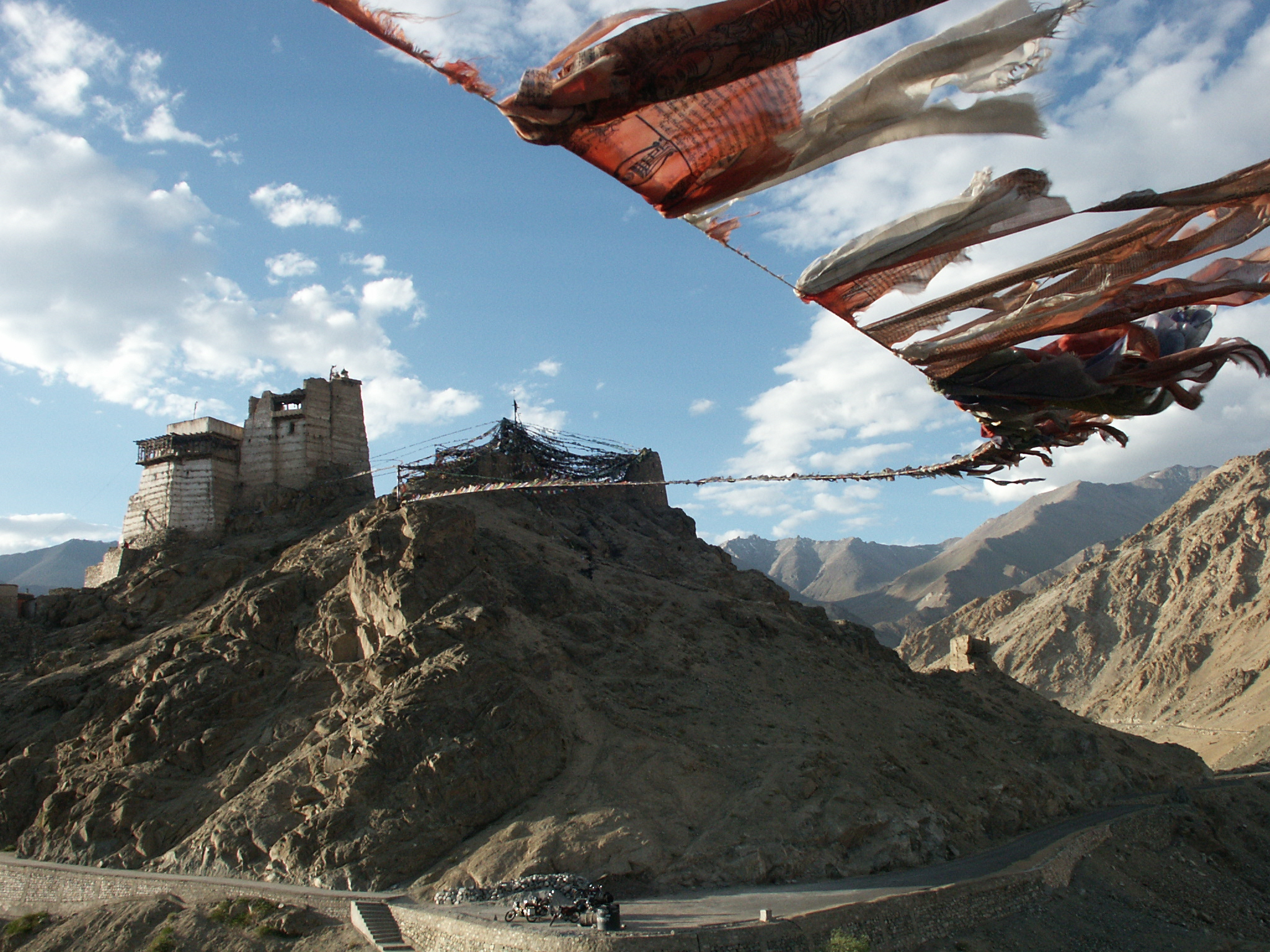
Drapeaux de prières reliant les deux sommets du Peak of Victory au-dessus de Leh, au Ladakh (Inde).
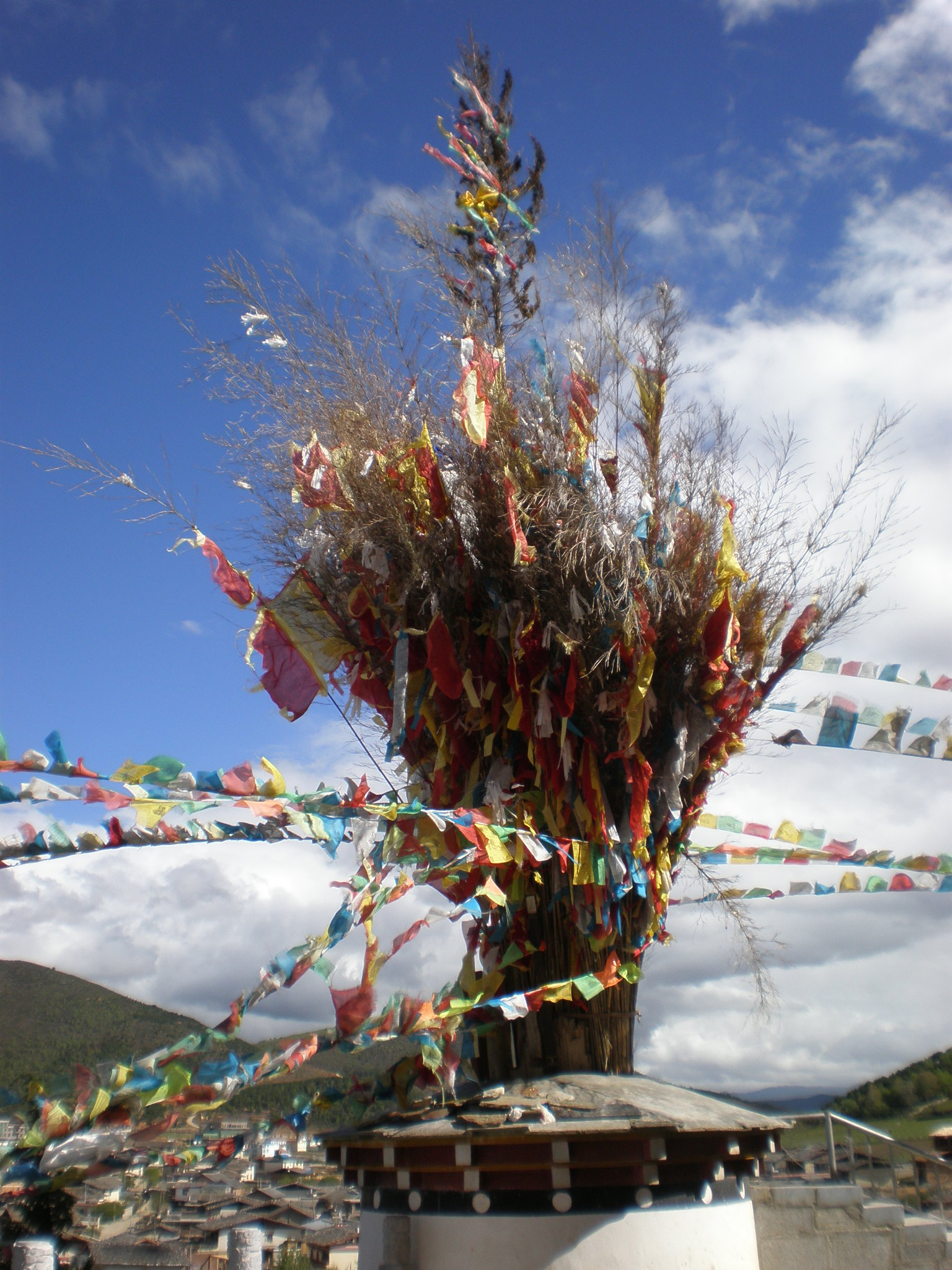
Drapeaux de prières au temple de Guishan à  Shangri-La, dans le Yunnan (Chine).